# Fahd Yusuf as-Sabah

Fahd Yusuf as-Sabah (2024)

Scheich Fahd Yusuf Saud as-Sabah (arabisch فهد يوسف سعود الصباح; * 1959) ist ein kuwaitischer Politiker und Mitglied der Herrscherfamilie Al Sabah. Er ist seit dem 17. Januar 2024 Innenminister und erster stellvertretender Premierminister von Kuwait.

## Leben
Fahd Yusuf as-Sabah ist väterlicherseits ein Urenkel von Muhammad al-Sabah as-Sabah, dem sechsten Emir von Kuwait. Er absolvierte die Militärhochschule in Kuwait. Nach seinem Abschluss arbeitete er als Offizier in der Amiri-Garde der kuwaitischen Armee und ging im Rang eines Obersts in den Ruhestand.
Am 17. Januar 2024 wurde er durch ein Dekret von Emir Mischal zum Verteidigungsminister, Innenminister und ersten stellvertretenden Premierminister von Kuwait ernannt. Im Amt des Verteidigungsministers wurde er im Februar 2025 durch Abdullah Ali Abdullah al-Salim as-Sabah ersetzt.

## Familie
Fahd Yusuf as-Sabah ist mit Azza, der achten Tochter von Scheich Dschabir III., verheiratet und Vater von vier Söhnen und zwei Töchtern. Seine Tochter Sara ist mit Ahmad Mischal al-Ahmad as-Sabah, einem Sohn von Emir Mischal, verheiratet.